# Tiny Wirtz
Katharina „Tiny“ Wirtz, in jungen Jahren auch Tinny genannt (* 24. Dezember 1923 in Horrem, heute zu Kerpen; † 9. Januar 2023 in Köln), war eine deutsche Pianistin, Klavierpädagogin und Hochschullehrerin.

## Biographie
Tiny Wirtz wuchs in Horrem auf und erhielt schon im Vorschulalter Klavierunterricht beim Organisten der dortigen Pfarrkirche. Ab ihrem siebten Lebensjahr wurde sie in Köln von Hans Anwander unterrichtet, zunächst als Privatschülerin, ab 1941 an der Rheinischen Musikschule und ab April 1946 als Studentin an der Kölner Musikhochschule. Zu ihrem Unterricht pendelte sie täglich 20 Kilometer mit dem Fahrrad aus Horrem nach Köln. Im September 1942 bestand sie an der Rheinischen Musikschule, die sich damals in der Wolkenburg und später bis Herbst 1944 im Haus Neuerburg befand, die Musiklehrerprüfung mit Auszeichnung.
Im Januar 1946 gab Tiny Wirtz in einem Hörsaal der Universität zu Köln ihr Konzertdebüt mit Beethovens Klavierkonzert B-Dur unter der Leitung von Günter Wand, der sie später immer wieder verpflichtete. Am Morgen des 12. April 1946 bestand sie die Aufnahmeprüfung für die Kölner Musikhochschule, an der sie ihr Studium bei Hans Anwander aufnahm. Am Abend desselben Tages folgte ihre Uraufführung der Extemporale von Bernd Alois Zimmermann, den sie durch den Komponisten und Hochschullehrer Heinrich Lemacher kennengelernt hatte, als Teil eines „Werbekonzerts“ der wieder zu gründenden Kölner Gesellschaft für Neue Musik: „Während das Publikum wütend den Saal verließ, wurde sie von den Künstlern begeistert gefeiert.“ Lemacher hatte Wirtz schon vor dem Ende der NS-Zeit bei „Musiksitzungen“ in seinem Haus zu Unterrichtszwecken mit „verbotener Musik“ bekannt gemacht.
Wirtz gilt als eine Wegbereiterin der Neuen Musik nach dem Zweiten Weltkrieg; sie spielte zeitgenössische Kompositionen, die während der NS-Zeit geächtet waren. Sie machte Bernd Alois Zimmermann durch die Uraufführungen seiner Solo-Klavierwerke bekannt, später nahm sie sein gesamtes Klavierwerk auf CD auf. Ihr besonderes Interesse galt vom Jazz inspirierter Klaviermusik wie etwa von Aaron Copland, Claude Debussy, Paul Hindemith und Igor Strawinsky. Mit Günther Wand und dem Kölner Gürzenich-Orchester spielte sie die deutsche Erstaufführung der Vier Temperamente von Hindemith, und sie interpretierte mehrfach Werke des Komponisten Hermann Schroeder. 1947 gehörte sie zu den Gründungsmitgliedern der Kultur- und Kunstinitiative Donnerstag-Gesellschaft in Alfter.

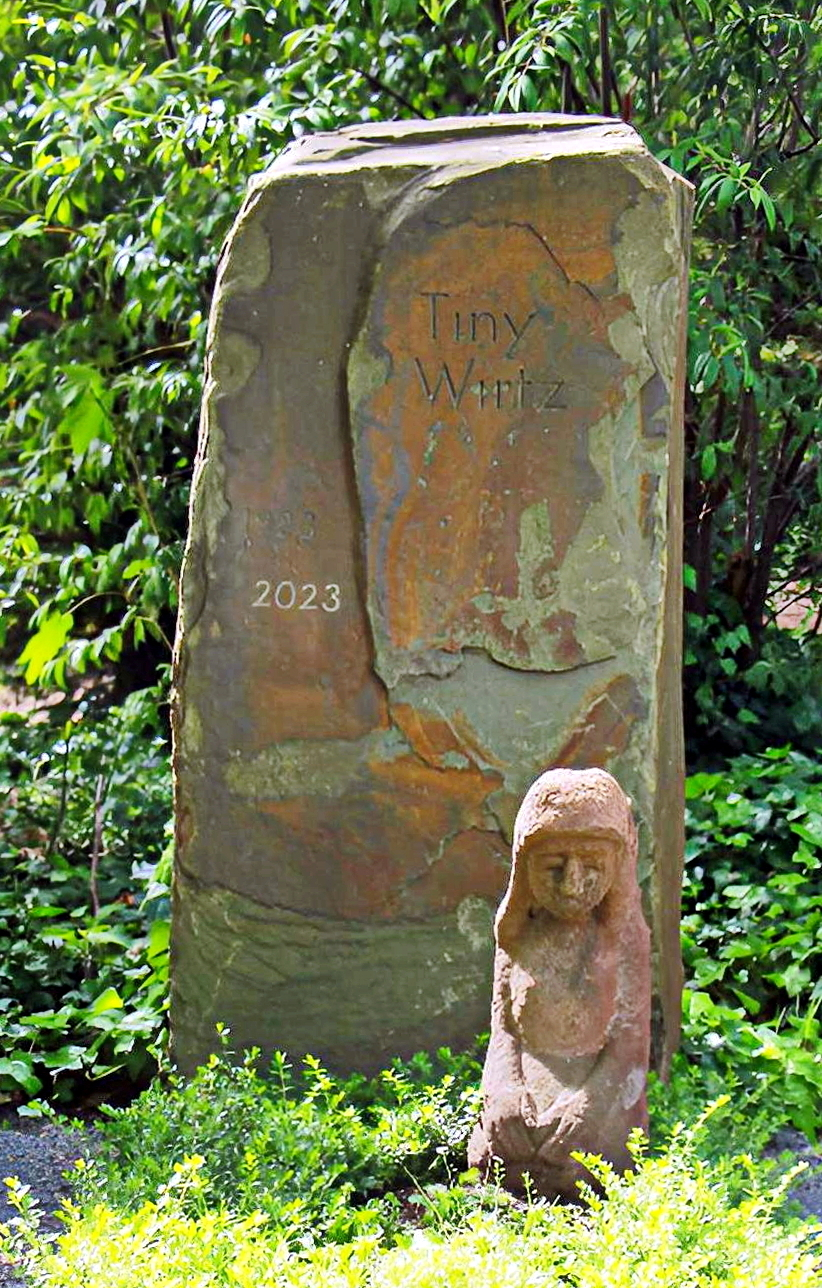
Grab von Tiny Wirtz auf dem Melaten-Friedhof (2024)

Nach vier Semestern Studium wurde Tiny Wirtz vom Direktor der Musikhochschule Walter Braunfels nahegelegt, diese zu verlassen, da sie schon „eine fertige Künstlerin“ sei und anderen Studenten den Platz wegnehme, wie sie 2020 in einem Interview angab: „Aber vielleicht war der ein bißchen neidisch, der war auch Pianist.“ In den folgenden Jahren ging sie einer ausgedehnten Konzerttätigkeit nach, auch um sich von der Etikettierung als „Interpretin neuer Musik“ zu befreien, die sie mittlerweile als einschränkend empfand. Von 1955 bis 1957 hielt sie sich mit der Unterstützung durch ein Stipendium des Kulturkreises der deutschen Wirtschaft in Paris auf, um Unterricht bei Marguerite Long zu nehmen. Ihre Konzertreisen führten sie in zahlreiche Länder Europas, nach Amerika und Ostasien. Sie spielte mit namhaften Orchestern und bedeutenden Dirigenten, wie Franz Konwitschny, Eugen Szenkar, Wolfgang Sawallisch, Wilhelm Schüchter, Christoph von Dohnányi, Edo de Waart und Lothar Zagrosek. Ihrer relativ schmalen Diskographie stehen Hunderte von Rundfunkeinspielungen bei allen ARD-Anstalten in einem Zeitraum von über 50 Jahren gegenüber. Kritiker bescheinigen Tiny Wirtz einen „runden Ton, eine volle, freie Klanggebung sowie eine lebendige, dabei immer harmonische Spielweise, die mehr auf ausgeglichene Diktion als auf scharf herausgearbeitete Kontraste bedacht ist“.
Von 1963 bis 1994 – ab 1968 als Professorin und ab 1972 als Leiterin einer Soloklasse – unterrichtete Tiny Wirtz an der Kölner Musikhochschule. Sie gab Meisterkurse an deutschen Musikhochschulen sowie in Wien, Graz, Basel, Sofia, Shanghai und an Universitäten in Japan und Korea, bei internationalen Wettbewerben fungierte sie als Jurorin. Von ihr ausgebildete Pianisten waren später selbst in den USA, Japan, Korea, Österreich und Deutschland als Professoren tätig. 1998 wurde bei der „Stiftung Archiv“ der Akademie der Künste in Berlin ein „Archiv Tiny Wirtz“ eröffnet. Zu den zahlreichen Autographen und Dokumenten ihrer Sammlung gehört neben Klavierwerken und Briefen Bernd Alois Zimmermanns auch das Manuskript der Klaviersonate von Hermann Schroeder.
Im Jahr 2000 erhielt Tiny Wirtz das Bundesverdienstkreuz 1. Klasse. Im Rahmen der 10. Jahrestagung der Hermann-Schroeder-Gesellschaft wurde sie im September 2005 mit deren Ehrenmitgliedschaft ausgezeichnet.
Schon zu Lebzeiten suchte sich Tiny Wirtz eine Grabstelle auf dem Kölner Melaten-Friedhof aus und ließ dort einen Grabstein aufstellen, auf dem zunächst lediglich Name und Geburtsjahr vermerkt waren. Ihre Grabstelle liegt zwischen den Gräbern von Els und Friedrich Vordemberge und Toni Feldenkirchen (Feld: Lit. J). Am 9. Januar 2023 starb sie und wurde dort bestattet.

## Diskographie (Auswahl)
- Günter Raphael: Trio / Sonatine / Sonate – Tiny Wirtz, Franz Klein, Alwin Bauer (LP Preciosa AULOS PRE 53570 AUL, 1983)
- Robert Schumann: Fantasie op. 17, Sonate op. 22, Arabeske op. 18 (LP Preciosa AULOS PRE 68524 AUL, 1986 / CD 1996)
- Bernd Alois Zimmermann: Das Gesamt-Solo-Werk für Klavier (LP Preciosa AULOS PRE 68531 AUL, 1986 / CD Koch Schwann 3-1446-2, 1995)
- Anton Reicha: 36 Fugen op. 36 (cpo 999 065-2, 1992)
- Esquisses de Jazz (Hindemith, Debussy, Strawinsky, Schulhoff, Copland, Hartmann; Koch Schwann 3-1177-2+, 1996)
- Eduard Künneke: Konzert op. 36; Felix Mendelssohn Bartholdy: Serenade und Allegro giocoso, Capriccio brillant (Koch 2313722, 1998)
- Wolfgang Amadeus Mozart: Fantasien u. a. (Telos TLS066, 2003)
- Tiny Wirtz spielt Hermann Schroeder (Cantabile 2008, 2005)